# Saussurea dubia
Saussurea dubia là một loài thực vật có hoa trong họ Cúc. Loài này được Freyn miêu tả khoa học đầu tiên năm 1902.